# 上毛野小足
上毛野 小足（かみつけの の おたり）は、飛鳥時代の貴族。名は男足とも書く。姓は朝臣。官位は従四位下・陸奥守。

## 経歴
文武天皇4年（700年）吉備総領に任ぜられる（この時の冠位は直広参）。大宝元年（701年）の大宝律令による位階制の施行以降に、正五位上に叙せられる。のち、大宝3年（703年）下総守、和銅元年（708年）陸奥守と文武朝から元明朝にかけて東国の国司を歴任する。なお、下総・陸奥両国の国司で名がわかる最初の人物である。
和銅2年（709年）4月16日卒去。最終位階は従四位下。

## 官歴
『続日本紀』による。
- 時期不詳：直広参
- 文武天皇4年（700年） 10月15日：吉備総領
- 大宝元年（701年）以降：正五位上
- 大宝3年（703年） 7月5日：下総守
- 時期不詳：従四位下
- 和銅元年（708年） 3月31日：陸奥守
- 和銅2年（709年） 4月16日：卒去（従四位下）